# Gonna Ball
Gonna Ball ist ein Album der Stray Cats aus dem Jahre 1981. Es war ihr zweites Album und es erschien, wie das Vorgängeralbum, vorerst nicht in den USA. Fünf Lieder dieses Albums sollten ein Jahr später auf ihrem US-Debüt Built for Speed erscheinen.
Gonna Ball war bei Weitem nicht so erfolgreich wie das Debütalbum Stray Cats und erhielt einige negative Kritiken seitens der Musikpresse. Aufgenommen wurde dieses Album in der Karibik, wobei Dave Edmunds, der Produzent des ersten Albums, durch Hein Hoven ersetzt wurde. Zudem agierten die Stray Cats bei einigen Liedern als Co-Produzenten.

## Titelliste (Originalalbum)
1. Baby Blue Eyes (Dorsey Burnette/Johnny Burnette/Henry Jerome/Paul Burlison) – 2:49
2. Little Miss Prissy (Brian Setzer) – 3:01
3. Wasn’t That Good (Stray Cats) – 2:46
4. Cryin’ Shame (Brian Setzer) – 3:30
5. (She’ll Stay) Just One More Day (Lee Rocker/Slim Jim Phantom) – 3:42
6. You Don’t Believe Me (Lee Rocker/Brian Setzer/Slim Jim Phantom) – 2:58
7. Gonna Ball (Lee Rocker/Brian Setzer/Slim Jim Phantom) – 3:15
8. Wicked Whisky (Stray Cats) – 2:17
9. Rev It Up & Go (Brian Setzer) – 2:28
10. Lonely Summer Nights (Brian Setzer) – 3:21
11. Crazy Mixed Up Kid (Brian Setzer) – 2:40

Bonussong:
1. What’s Goin’ Down (Cross That Bridge) (Lee Rocker/Brian Setzer/Slim Jim Phantom) – 2:42